# Гершин Зіновій Луппович
Зіновій Луппович Гершин (рос. Зиновий Луппович Гершин нар. 6 січня 1924, Одеса, УРСР) — український радянський футболіст єврейського походження, захисник.

## Життєпис
У роки Німецько-радянської війни — на фронті в складі 14-ї танкової бригади на Сталінградському фронті.
Розпочав кар'єру в 1947 році в ворошиловградського «Динамо», яке виступало в першій союзній лізі. Грав на позиції захисника в «Динамо» (Київ). Дебютував у футболці «динамівців» 19 вересня 1947 року в нічийному (0:0) домашньому поєдинку 23-о туру групи 1 проти московського «Спартака». Зіновій вийшов у стартовому складі та відіграв увесь матч Провів 9 матчів у сезоні 1947 року й 4 — у чемпіонаті 1948 року. Потім перейшов у «Динамо» (Ворошиловград), кольори якого захищав до 1949 року.
З 1990 року — в Ізраїлі.